# Arundinella fluviatilis
Arundinella fluviatilis là một loài thực vật có hoa trong họ Hòa thảo. Loài này được Hand.-Mazz. mô tả khoa học đầu tiên năm 1926.